# Fieldmarszalskij
Fieldmarszalskij (ros. Фельдмаршальский) – chutor w Rosji, w Kraju Stawropolskim, w rejonie nowoaleksandrowskim. W 2010 liczył 882 mieszkańców.